# گلوسکتومی

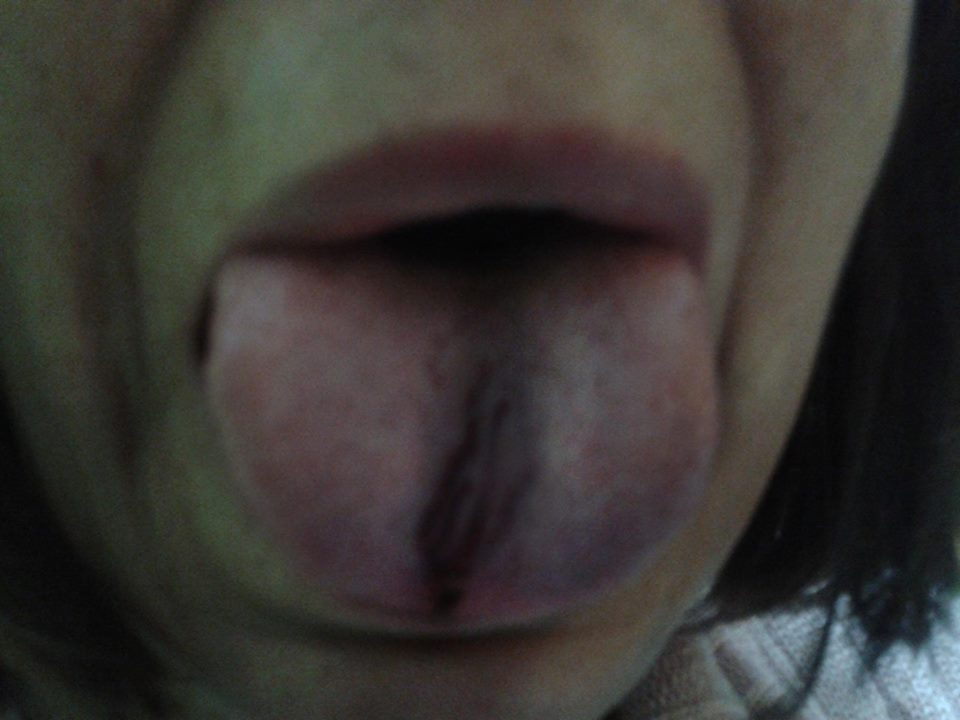
گلوسکتومی بعد از عمل

گلوسکتومی(به انگلیسی: Glossectomy) به عمل جراحی بر روی تمام یا قسمتی از زبان گفته میشود.این عمل بمنظور محدود کردن بدخیمی بمانند سرطان دهان انجام میگیرد.

بیشتر جهت برداشتن بخشی از زبان انجام گرفته که در این صورت به آن همی‌گلوسکتومی میگویند.